# Straßenbahn Idar-Oberstein
| Streckenlänge: | 3,8 km     |                          |                      |
| Stromsystem: | 600 Volt = |                          |                      |
| |            |                          |                      |
| \| \| 0,0 \| Idar, Alexanderplatz \| Idar, Alexanderplatz \| \| \| \| Idar, Depot \| \| \| \| \| Spitzkehre \| \| \| \| 3,8 \| Oberstein, Bahnhof \| Oberstein, Bahnhof \| \| \| \| Übergang zur Nahetalbahn \| \| |            |                          |                      |
| U-Bahn-Kopfbahnhof Streckenanfang (Strecke außer Betrieb) | 0,0        | Idar, Alexanderplatz     | Idar, Alexanderplatz |
| U-Bahn-Dienststation / Betriebs- oder Güterbahnhof (Strecke außer Betrieb) |            | Idar, Depot              | Idar, Depot          |
| U-Bahn-Betriebs-/Güterbahnhof Streckenanfang und quer (Strecke außer Betrieb) · U-Bahn-Abzweig nach rechts und von rechts (Strecke außer Betrieb)                                                                  |            | Spitzkehre               | Spitzkehre           |
| U-Bahn-Kopfbahnhof Streckenende (Strecke außer Betrieb) | 3,8        | Oberstein, Bahnhof       | Oberstein, Bahnhof   |
| |            | Übergang zur Nahetalbahn |                      |

Die Straßenbahn Idar-Oberstein war der Straßenbahn-Betrieb der rheinland-pfälzischen Stadt Idar-Oberstein. Die einzige Linie verkehrte von 1900 bis 1956 und verband die beiden 1933 zusammengelegten Ortsteile. Sie wurde später durch den 1932 eröffneten Oberleitungsbus Idar-Oberstein ersetzt. Zuständiges Verkehrsunternehmen waren in beiden Fällen die Stadtwerke Idar-Oberstein, die Stromversorgung erfolgte durch die Oberstein-Idarer Elektrizitäts-AG (OIE), einer Tochtergesellschaft der RWE. Für den heutigen Omnibusverkehr ist hingegen die Verkehrsgesellschaft Idar-Oberstein (VIO) verantwortlich.

## Geschichte
Die größte Stadt des Landkreises Birkenfeld besitzt seit 1859 im Stadtteil Oberstein am südwestlichen Rand der Stadt einen Bahnhof an der Nahetalbahn, die Bingen mit Saarbrücken verbindet. Die Bahn zieht sich im engen Tal des Idarbaches aufwärts bis zum Stadtteil Idar. Wegen der teilweise erheblichen Entfernungen zum Bahnhof wurde schon früh nach einem innerstädtischen Verkehrsmittel gesucht.
Am 7. November 1899 gründete die Elektrizitäts-AG, vormals Schuckert & Cie in Köln, die Oberstein-Idarer Elektrizitäts-AG. Diese errichtete ein Elektrizitätswerk und eröffnete am 8. Oktober 1900 eine meterspurige und von Beginn an elektrisch betriebene Straßenbahn, welche die beiden Nachbarstädte verband.
Vom Bahnhof führte die eingleisige Strecke in östliche Richtung über die Bahnhofsstraße und die Otto-Decker-Straße über die Nahe in das Zentrum von Oberstein. Hier musste auf der Hauptstraße – für eine Straßenbahnstrecke sehr ungewöhnlich – eine Spitzkehre angelegt werden, da aufgrund der beengten Straßenverhältnisse nicht ausreichend Platz für eine Gleiskurve zur Verfügung stand. Alle Straßenbahnzüge mussten hier die Fahrtrichtung wechseln.
Die Strecke bog nun nach Norden in das Tal des Idarbaches und hatte am Ende der Hauptstraße an der Haltestelle Stadtwerke eine Ausweiche. Anschließend führte sie am Depot vorbei durch die Hauptstraße von Idar bis zum Endpunkt am Alexanderplatz an der Alten Gewerbehalle. Dort befand sich eine Umsetzendstelle. Die Strecke war insgesamt 3,8 Kilometer lang.
1930 wurde anlässlich der Eingemeindung des vier Kilometer weiter nördlich gelegenen Ortes Tiefenstein diskutiert, die Straßenbahn dorthin zu verlängern. Aufgrund von technischen Problemen entschied sich die Rheinisch-Westfälische Elektrizitätswerk AG, die seit 1926 alleiniger Aktionär der Elektrizitätsgesellschaft war, jedoch für die Einrichtung einer Oberleitungsbus-Strecke nach Tiefenstein. Seither ergänzte das neue Verkehrsmittel die Straßenbahn. Die Obusse waren ebenfalls im Straßenbahndepot untergebracht.
Nach über fünfzigjährigem Betrieb stand um 1955 eine Erneuerung an. Außerdem gab es in den engen Straßen der Stadt immer wieder Schwierigkeiten mit dem übrigen Straßenverkehr. Zusätzlich erschwerte die Spitzkehre in Oberstein den Betrieb. Es fiel die Entscheidung, den gesamten Straßenbahnbetrieb durch Oberleitungsbusse zu ersetzen, die vom Bahnhof bis Tiefenstein durchfahren konnten. So wurde die Straßenbahn Idar-Oberstein zum 29. Juli 1956 stillgelegt.

## Fahrzeuge
Für den Personenverkehr standen zunächst die vier zweiachsigen Triebwagen 1–4, ab 1907 zusätzlich die Triebwagen 5–7 (Hersteller MAN und Siemens-Schuckertwerke) zur Verfügung. Triebwagen 2 wurde 1925 zu einem Beiwagen und 1928 in einen Steuerwagen umgebaut. Auch die beiden 1900 vom MAN hergestellten Beiwagen 11 und 12 wurden 1928 in Steuerwagen umgebaut. Mit dem Umbau der Beiwagen in Steuerwagen konnte das Umsetzen in der Spitzkehre entfallen, das den Betrieb bislang erschwert hatte. Die 1920 gebraucht von der Kleinbahn Wermelskirchen-Burg erworbenen Herbrand-Beiwagen 13–15 wurden ebenfalls noch zu Steuerwagen umgebaut, schieden jedoch bereits 1930 aus. Somit kamen die für diesen Betrieb typischen Wendezüge ab 1928 zum Einsatz. Alle Fahrzeuge wurden 1956 ausgemustert.